# 9 ربيع الأول
- السبت
- الأحد
- الاثنين
- الثلاثاء
- الأربعاء
- الخميس
- الجمعة

- 2731 أغسطس 2024
- 281 سبتمبر 2024
- 292 سبتمبر 2024
- 303 سبتمبر 2024
- 14 سبتمبر 2024
- 25 سبتمبر 2024
- 36 سبتمبر 2024
- 47 سبتمبر 2024
- 58 سبتمبر 2024
- 69 سبتمبر 2024
- 710 سبتمبر 2024
- 811 سبتمبر 2024
- 912 سبتمبر 2024
- 1013 سبتمبر 2024
- 1114 سبتمبر 2024
- 1215 سبتمبر 2024
- 1316 سبتمبر 2024
- 1417 سبتمبر 2024
- 1518 سبتمبر 2024
- 1619 سبتمبر 2024
- 1720 سبتمبر 2024
- 1821 سبتمبر 2024
- 1922 سبتمبر 2024
- 2023 سبتمبر 2024
- 2124 سبتمبر 2024
- 2225 سبتمبر 2024
- 2326 سبتمبر 2024
- 2427 سبتمبر 2024
- 2528 سبتمبر 2024
- 2629 سبتمبر 2024
- 2730 سبتمبر 2024
- 281 أكتوبر 2024
- 292 أكتوبر 2024
- 303 أكتوبر 2024
- 14 أكتوبر 2024

9 ربيع الأوَّل أو 9 ربيع الأنوار أو يوم 9 \ 3 (اليوم التاسع من الشهر الثالث) هو اليوم الثامن والستين من أيَّام السنة (أو التاسع والستين لو كان شهر صفر مُتممًا لليوم الثلاثين) وفق التقويم الهجري القمري (العربي). يبقى بعده 286 أو 287 يومًا لانتهاء السنة.

## أحداث
- 1213هـ - فتح الجنود الفرنسيين أثناء الحملة الفرنسية على مصر لبعض البيوت المغلقة لأمراء المماليك واستيلاؤهم على ما فيها، وبعد ذلك تركوها لطائفة «الجعيدية» يستأصلون ما فيها، وبدأ بعدها توافد الفرنسيين على القاهرة وسكنوا بيوتها.
- 1327هـ - اشتعال مظاهرة في إستانبول عاصمة دولة الخلافة العثمانية تطالب بإلغاء الدستور والعودة إلى الشريعة، وإسقاط حكومة الاتحاد والترقي، التي تسلطت على السلطان عبد الحميد الثاني.
- 1348هـ - تأسيس الوكالة اليهودية في فلسطين والتي من مهامها جمع الإعانات المالية لدعم الحركة الصهيونية لإنشاء وطن قومي لليهود.
- 1385هـ - بداية البث التلفزيوني في السعودية.
- 1388هـ - سرحان سرحان يطلق النار على روبرت كينيدي، وأدى ذلك إلى وفاته في اليوم التالي.
- 1389هـ - جعفر النميري يقوم بانقلاب اسماه «ثورة مايو» على حكومة محمد أحمد المحجوب ويتولى الحكم في السودان.
- 1395هـ - إلغاء منصب النجاشي (الإمبراطور) في إثيوبيا، والإعلان عن قيام الجمهورية.
- 1400هـ - بدايه إقامة العلاقات الدبلوماسية بين إسرائيل ومصر.
- 1404هـ - تأسيس الحزب الديمقراطي التقدمي في تونس.
- 1423هـ - استقلال تيمور الشرقية عن إندونيسيا.
- 1425هـ -
  - مقتل 108 مسلمين في مواجهات بين قوات الأمن وإسلاميين جنوب تايلاند، حيث اقتحمت قوات الأمن أحد المساجد وقتلت 32 مسلمًا داخله؛ مما أدى إلى هذه المواجهات.
  - تكشف فضيحة تعذيب الأسرى العراقيين بسجن أبو غريب؛ حيث قامت محطة سي بي إس الأمريكية بنشر صور التقطت بسجن أبو غريب تكشف ممارسات غير إنسانية بحق الأسرى.
- 1433هـ - أعمال قتل و شغب في ستاد بورسعيد عقب مباراة كرة القدم بين ناديي المصري والأهلي، وأدت إلى سقوط 73 قتيلًا من صفوف جماهير ألتراس أهلاوي ومئات الجرحى. سميت إعلاميا بـ«مذبحة ستاد بورسعيد».
- 1436هـ - السُلطات الإندونيسيَّة تُعلن اكتشافها حُطام طائرة رحلة طيران آسيا رقم 8501 وعددٍ من جُثث الرُكَّاب في مضيق كاريماتا.

## مواليد
- 1329هـ - أحمد حسين، أحد زعماء الحركة الوطنية في مصر، ومؤسس حركة مصر الفتاة.
- 1350هـ - عبد العزيز النمش، ممثل كويتي اشتهر بتجسيد شخصية المرأة.
- 1351هـ - فايدة كامل، مغنية وممثلة وسياسية مصرية.
- 1362هـ -
  - ذي آيرون شيك، مصارع إيراني يلقب بالشيخ الحديدي.
  - فيروز، ممثلة مصرية.
- 1380هـ - حسن نصر الله أمين عام حزب الله اللبناني.
- 1387هـ - أسامة أحمد النجار، سياسي فلسطيني.
- 1394هـ - جومانا مراد، ممثلة سورية.

## وفيات
- 65هـ - عمر بن سعد، قائد الجيش الأموي في معركة كربلاء.
- 125هـ - هشام بن عبد الملك، عاشر خلفاء بني أمية.
- 1304 هـ - حيدر الحلي، شاعر عراقي.
- 1334هـ - إسكندر العازار، كاتب وصحفي وشاعر عثماني لبناني.
- 1359هـ - عبد الحميد بن باديس، عالم مسلم جزائري وزعيم حركة الإصلاح في الجزائر.
- 1394هـ - قاسم محمد الرجب، مؤلف وكاتب عراقي.
- 1404هـ - بهيجة حافظ، ممثلة ومخرجة وكاتبة مصرية.
- 1422هـ - فيصل الحسيني، عضو اللجنة التنفيذية في السلطة الفلسطينية والمسؤول عن ملف القدس.
- 1423هـ - مبارك الحمد الصباح، وزير كويتي.
- 1427هـ - قمر الماسزاده، راقصة أذربيجانية.
- 1432هـ - صالح الراجحي، رجل أعمال سعودي.

## مناسبات
- فرحة الزهراء.

## وصلات خارجية
- موقع قصة الإسلام: حدث في شهر ربيع الأوَّل.